# Saint-Firmin-des-Bois
Saint-Firmin-des-Bois – miejscowość i gmina we Francji, w Regionie Centralnym, w departamencie Loiret.
Według danych na rok 1990 gminę zamieszkiwały 362 osoby, a gęstość zaludnienia wynosiła 19 osób/km² (wśród 1842 gmin Regionu Centralnego Saint-Firmin-des-Bois plasuje się na 787. miejscu pod względem liczby ludności, natomiast pod względem powierzchni na miejscu 693.).